# Battle Clash
Battle Clash, i Japan Space Bazooka (スペースバズーカ?), är ett ljuspistolspel producerat av Nintendo och Intelligent Systems, och släppt till Super Nintendo Entertainment System 1992. Det följdes av Metal Combat: Falcon's Revenge under följande år.

## Handling
I en avlägsen framtid befinner sig Jorden i kaos, och den enda återstående ordningen är "Battle Game", där vinnaren erövrar världen. Alla strider utkämpas med mecharobotar som kallas Standing Tanks (ST). Anubis vinner Battle Game. Mike Anderson, vars far förlorar Anubis, försöker återställa äran men först måste han besegra Anubis bossar.

## Spelet
I spelet är spelaren skytt på ST Falcon och Mikes kompis, som kämpar mot de andra. Man använder Super Scoope för att skjuta.

## Mottagande
Battle Clash fick 3.775 poäng av 5 möjliga i Nintendo Power.

## Regionala skillnader
Den japanska versionen, Space Bazooka, släpptes ett år senare efter det ursprungliga släppet i Nordamerika. Den japanska versionen innehöll andra slutscener än den västerländska versionen. Om man klarar spelet på svårighetsgraden "Normal", dekoreras bakgrunden i slutscenerna med Mike Anderson stående nära ST Falcon. Om man klarar spelet på "Hard" syns Mike med Tasha, Antonov och Eddie (vilka hjälpt Mike och spelaren i slutstriden) också.